# انکوفاژ
انکوفاژ (به انگلیسی: Oncophage) از واژهٔ کهن یونانی آنکوس (ὄγκος) به معنی توده،حجم یا تومور و پسوند فاژ به معنی خوردن می‌باشد.انکوفاژ واکسن ضد سرطان در مراحل تحقیقاتی است.
امکان دارد این واکسن که از سلول‌های تومور شخص بیمار تهیه می‌شود به دستگاه ایمنی بدن کمک کند تا سلول‌های سرطانی را از بین ببرد.

## کاربرد
این واکسن از سال ۲۰۰۸ در روسیه مجوز استفاده را دریافت کرده‌است ولی هنوز در آمریکا و اروپا مجوز درمان را ندارد. از این واکسن برای درمان سرطان کلیه، نوعی سرطان مغز به‌نام گلیوم و ملانوم متاستاز داده (نوعی سرطان پوست که گسترش یافته‌است) استفاده می‌شود. کاربرد آنکوفاژ را در درمان دیگر انواع سرطان هم در حال بررسی است. این واکسن از گروه پروتئینهای Heat shock protein ساخته می‌شود.